# 이지용
이지용(李址鎔, 1870년 10월 23일 ~ 1928년 6월 28일)은 일본제국의 정치인이다. 대한제국의 황족의 일원으로서, 을사오적의 일원이며 을사 늑약 체결 당시 내부대신이었다. 개명 전 이름은 은용(垠鎔), 자는 경천(景天), 용구(龍駒), 호는 향운(響雲)이다. 본관은 전주이다. 흥인군 이최응의 손자이자, 흥선대원군 이하응의 종손이며 고종의 5촌 조카이다.

## 생애
이지용은 광흥령(廣興令) 이희하의 아들로 태어났으나 흥선대원군의 셋째 형 흥인군 이최응의 아들인 완영군(完永君) 이재긍의 양자가 되었다.
1887년 문과에 급제하였고, 1895년 칙명을 받아 일본을 유람하고 돌아왔으며, 경상감찰사, 황해감찰사를 거쳐 궁내부 협판을 역임하다가 1901년 주일 공사를 지냈다. 1903년 10월 무렵부터 일본 측과 협상하여 대한제국이 일본 제국을 돕도록 하는 데 힘썼으며, 1904년 2월 외부대신으로 일본 공사 하야시 곤스케로부터 1만 엔을 받고 한일의정서를 조인에 협조했다. 나중에 법부대신, 판돈녕부사 등을 거쳐 1905년 내부대신으로 을사 조약에 찬성, 조인에 서명함으로써 을사오적의 하나가 되었다. 한일 병합 조약 체결 후, 일본 정부로부터 훈1등 백작위(조선귀족)를 받고 조선총독부 중추원 고문에 임명되었다.
이지용은 정 3위 훈 1등으로 1928년 사망했으며, 그의 작위는 양손자 이영주(李永柱)가 습작하였다.

## 사후
2002년 민족정기를 세우는 국회의원모임이 발표한 친일파 708인 명단과 2008년 민족문제연구소에서 친일인명사전에 수록하기 위해 정리한 친일인명사전 수록예정자 명단에 모두 선정되었고, 2007년 대한민국 친일반민족행위진상규명위원회가 발표한 친일반민족행위 195인 명단에도 들어 있다.
일제 강점기에 조선귀족 가운데서도 가장 부유하게 살았다는 말이 전해진다. 2007년 11월 22일 친일반민족행위자재산조사위원회는 이지용의 재산에 대해 국가 귀속 결정을 내렸다.

## 가족 관계
- 조부: 이최응(李最應, 1815년 ~ 1882년)
  - 생부: 이희하(李熙夏)
  - 양부: 이재긍(李載兢)
  - 양모 : 홍씨(? - 1885년 8월 6일)
    - 부인: 홍옥경(洪鈺卿, 1870년 10월 9일 ~ ?, 홍우석(洪祐奭)의 딸)
      - 장남: 이해충(李海忠, 1888년 3월 24일 ~ 1923)
        - 친손자: 이문주(1912년)
        - 친손녀: 이갑경(1914년)
        - 친손자: 이경주(1917년)
        - 양손자: 이영주(李永柱, 1918년)
        - 친손자: 이홍주

      - 차남: 이해문(1903년)
        - 손녀: 이해주(1923년)
        - 손자: 이석주(1937년)
        - 손녀: 이계자(1939년)
        - 손자: 이경자(1941년) - 행방불명
        - 손자: 이철주(1946년)

      - 장녀: 이효경(1909년)

양부 이재긍은 원래 백부였다. 부인 이옥경은 원래 성이 홍씨이나 일본 풍습에 따라 남편과 같은 성으로 바꾸었다.

## 대중 매체

### TV 드라마
- 박형준 - 《대원군》(1990년, MBC)
- 김정균 - 《찬란한 여명》(1996년, KBS)

## 참고 자료
- 친일반민족행위진상규명위원회 (2007년 12월). 〈이지용〉 (PDF). 《2007년도 조사보고서 II - 친일반민족행위결정이유서》. 서울. 30~52쪽쪽. 발간등록번호 11-1560010-0000002-10. [깨진 링크(과거 내용 찾기)]